# Kati Pulkkinen
Kati Maaria Kristiina Pulkkinen (* 6. April 1975 in Sulkava) ist eine ehemalige finnische Skilangläuferin.

## Werdegang
Pulkkinen, die für den Sulkavan Urheilijat -41 startete, debütierte im März 1994 in Lahti im Weltcup und belegte dabei den zehnten Platz mit der Staffel. Zu Beginn der Saison 1994/95 lief sie in Ilomantsi ihr erstes Rennen im Continental-Cup, das sie auf dem 14. Platz über 5 km klassisch beendete und in Östersund ihr erstes Einzelrennen im Weltcup, das sie auf dem 21. Platz über 30 km Freistil beendete und damit zugleich ihre ersten Weltcuppunkte holte. Bei den Junioren-Skiweltmeisterschaften 1995 in Gällivare wurde sie Siebte über 15 km Freistil und holte mit der Staffel die Bronzemedaille. In der Saison 1995/96 kam sie bei 14 Einzelstarts im Weltcup, zehnmal in die Punkteränge. Dabei erreichte sie mit dem 12. Platz über 5 km Freistil in Seefeld in Tirol ihre beste Einzelplatzierung im Weltcup und zum Saisonende mit dem 24. Platz im Gesamtweltcup ihr bestes Gesamtergebnis. Zudem wurde sie im März 1996 Zweite in Oslo mit der Staffel. Nach Rang sieben über 5 km klassisch und Rang drei über 5 km Freistil beim Continental-Cup in Kittilä zu Beginn der Saison 1996/97, errang sie im Weltcup mit sieben Platzierungen in den Punkterängen den 37. Platz im Gesamtweltcup. Beim Saisonhöhepunkt, den nordischen Skiweltmeisterschaften 1997 in Trondheim, gewann sie die Bronzemedaille mit der Staffel. Ihre beste Platzierung im Einzel war der 16. Platz über 30 km klassisch und in der Verfolgung. Im März 1997 errang sie beim Weltcup in Falun den dritten Platz mit der Staffel. In der folgenden Saison lief sie in Ramsau am Dachstein ihr 33. und damit letztes Weltcupeinzelrennen, das sie auf dem 43. Platz in der Verfolgung beendete. Bei ihrer einzigen Olympiateilnahme im Februar 1998 in Nagano belegte sie den 57. Platz über 5 km klassisch und den 51. Rang in der Verfolgung.

## Teilnahmen an Weltmeisterschaften und Olympischen Winterspielen

### Olympische Spiele
- 1998 Nagano: 51. Platz 10 km Verfolgung, 57. Platz 5 km klassisch

### Nordische Skiweltmeisterschaften
- 1997 Trondheim: 3. Platz Staffel, 16. Platz 10 km Verfolgung, 16. Platz 30 km klassisch, 19. Platz 15 km Freistil, 25. Platz 5 km klassisch

## Platzierungen im Weltcup

### Weltcup-Statistik
Die Tabelle zeigt die erreichten Platzierungen im Einzelnen.
- 1.–3. Platz: Anzahl der Podiumsplatzierungen
- Top 10: Anzahl der Platzierungen unter den ersten zehn
- Punkteränge: Anzahl der Platzierungen innerhalb der Punkteränge
- Starts: Anzahl gelaufener Rennen in der jeweiligen Disziplin
- Hinweis: Bei den Distanzrennen erfolgt die Einordnung gemäß FIS.

| Platzierung         | Distanzrennen a | Distanzrennen a | Distanzrennen a | Distanzrennen a | Distanzrennen a | Skiathlon Verfolgung | Sprint | Etappen- rennen b | Gesamt | Team c | Team c  |
| Platzierung         | ≤ 5 km          | ≤ 10 km         | ≤ 15 km         | ≤ 30 km         | > 30 km         | Skiathlon Verfolgung | Sprint | Etappen- rennen b | Gesamt | Sprint | Staffel |
| ------------------- | --------------- | --------------- | --------------- | --------------- | --------------- | -------------------- | ------ | ----------------- | ------ | ------ | ------- |
| 1. Platz            |                 |                 |                 |                 |                 |                      |        |                   |        |        |         |
| 2. Platz            |                 |                 |                 |                 |                 |                      |        |                   |        |        | 1       |
| 3. Platz            |                 |                 |                 |                 |                 |                      |        |                   |        |        | 2       |
| Top 10              |                 |                 |                 |                 |                 |                      |        |                   |        | 1      | 10      |
| Punkteränge         | 4               | 4               | 3               | 5               |                 | 2                    | 2      |                   | 20     | 2      | 12      |
| Starts              | 10              | 7               | 5               | 5               |                 | 4                    | 2      |                   | 33     | 2      | 12      |
| Stand: Karriereende |                 |                 |                 |                 |                 |                      |        |                   |        |        |         |

### Weltcup-Gesamtplatzierungen
| Saison  | Gesamt | Gesamt | Langdistanz | Langdistanz | Sprint | Sprint |
| Saison  | Punkte | Platz  | Punkte      | Platz       | Punkte | Platz  |
| ------- | ------ | ------ | ----------- | ----------- | ------ | ------ |
| 1994/95 | 10     | 58.    | -           | -           | -      | -      |
| 1995/96 | 113    | 24.    | -           | -           | -      | -      |
| 1996/97 | 52     | 37.    | 16          | 36.         | 6      | 56.    |
| 1997/98 | 17     | 54.    | -           | -           | 17     | 47.    |